# Zespół pałacowo-folwarczny w Porębie Żegoty
Zespół pałacowo-folwarczny w Porębie Żegoty – zespół zabytków z II połowy XVIII w. znajdujący się w Porębie Żegoty, w gminie Alwernia, w powiecie chrzanowskim, w województwie małopolskim.

Zespół, w skład którego wchodzą: pałac, kaplica-mauzoleum Szembeków, park, spichrz, rządcówka oraz stodoła został wpisany do rejestru zabytków nieruchomych województwa małopolskiego.

## Historia
W 1532 wieś należała do Piotra Porębskiego, a na przełomie XVI i XVII wieku do Krzysztofa Korycińskiego, kasztelana wojnickiego. Od połowy XVIII wieku właścicielem był Franciszek Czerny-Szwarcenberg, kasztelan wojnicki i oświęcimski, po którym majątek przejęła córka Marianna z mężem Józefem Szembekiem. W 1787 ich syn, Aleksander Szembek, podejmował w pałacu króla Stanisława Augusta Poniatowskiego. W 1881 w pałacu urodził się Jan Szembek, późniejszy dyplomata. W latach 1905–1910 Józef Hilary Szembek uruchomił przy pałacu Spółkę Rolniczą. Do 1945 posiadłość należała do rodziny Szembeków.
Drewniany dwór Korycińskich z XVII wieku został przebudowany na polecenie Franciszka Szwarcenberga-Czernego w 2. połowie XVIII wieku w stylu późnobarokowym. Na początku XX wieku obiekt przebudowano według planów Tadeusza Stryjeńskiego dla Szembeków.
Do lat 30. XX w. częścią majątku Szembeków był kamieniołom melafiru na położonym w kierunku zachodnim leśnym wzgórzu Belwender, przejęty następnie przez spółkę Kamieniołomy Poręby w Kwaczale. Wydobyty surowiec posłużył do budowy drogi Kraków–Chełmek.
W czasie II wojny światowej okupanci niemieccy, po wysiedleniu właścicielek, zorganizowali w nim ośrodek wypoczynkowy dla załogi obozu koncentracyjnego Auschwitz-Birkenau. Kamieniołom był eksploatowany przez Niemców, którzy zbudowali kolejkę do anektowanej przez III Rzeszę Okleśnej. W pałacu spalonym z powodu zaprószenia ognia przez żołnierzy sowieckich w styczniu 1945 roku i częściowo rozebranym, znajdowała się biblioteka, archiwum oraz zbiory sztuki. W całości zachowała się jedynie oficyna.
Po 1945 w pałacu mieściło się m.in. prezydium gromadzkiej rady narodowej, izba porodowa, tuczarnia, kółko rolnicze i zakład hodowli zarodowej.
W 1985 zespół pałacowo-parkowy należał do Rolniczej Spółdzielni Produkcyjnej „Okleśna” w Porębie Żegoty. W 1990 przeszedł na własność gminy Alwernia, która sprzedała we wrześniu 2002 pałac (za 325,000 zł) i w 2006 park pochodzącej z Dąbrowy Tarnowskiej i zamieszkałej we Włoszech lekarce i malarce Janinie (Aśce) Mendys-Gatti. Zaplanowany na wiosnę 2010 remont obiektu nie został zrealizowany. W 2022 pod kierunkiem Barbary Zin na Politechnice Krakowskiej powstał projekt adaptacji ruin pałacu na siedzibę Towarzystwa Historycznego im. Szembeków, założonego w 1989 przez Władysława Szeląga.

### Park
W dworskim parku w latach 1920–1922 wybudowano modernistyczne mauzoleum Szembeków w formie kaplicy według projektu Karola Stryjeńskiego. W grobowcu pochowani byli: Aleksander Szembek (1893–1920), Józef Szembek (1856–1928) i jego żona Ludwika z Wielopolskich (1867–1936). Z powodu bezczeszczenia po 1945 roku grobowca, na przełomie 70. i 80. lat, ówczesny proboszcz Wacław Mokosa przeniósł szczątki na cmentarz.
Nad fasadą grobowca znajduje się nietypowa kamienna rzeźba Matki Boskiej z Dzieciątkiem, trzymanym na rękach nad głową.
W parku istniała też sztuczna grota z posągiem Neptuna. W otoczeniu pałacu, przy drodze w kierunku Alwerni widoczne są stawy rybne oraz kamienna figura św. Jana Nepomucena z 1782 roku.